# Bradysia virgulata
Bradysia virgulata är en tvåvingeart som först beskrevs av Franz Lengersdorf 1938.  Bradysia virgulata ingår i släktet Bradysia och familjen sorgmyggor.
Artens utbredningsområde är Kongo. Inga underarter finns listade i Catalogue of Life.